# Rode Leger (Sovjet-Unie)
Het Rode Leger (Russisch: Рабоче-крестьянская Красная армия, Rabotsje-krestjanskaja Krasnaja armieja, Het Rode Arbeiders- en Boerenleger) was de naam voor het leger van bolsjewistisch Rusland na het uiteenvallen van het Keizerlijk Russisch Leger. In 1946 ging het Rode Leger over in het Sovjetleger.
Officieel werd het Rode Leger op 23 februari 1918 opgericht. Er bestond daarvoor al een Rode Garde maar die diende meer als een soort partijpolitie van de bolsjewieken dan als een leger.
Leon Trotski wordt beschouwd als de oprichter en organisator. Het Rode Leger was zodanig georganiseerd dat er behalve een militaire leiding ook een politieke leiding aanwezig was. Naast iedere bevelhebber van een legergroep of regiment stond een politiek commissaris. Deze diende ervoor te zorgen dat de soldaten en officieren communistisch geschoold zouden worden. Later werd het systeem van de politieke commissarissen afgeschaft.
In 1920 werd Michail Toechatsjevski opperbevelhebber van het Rode Leger. Het Rode Leger werd na het beëindigen van de Russische Burgeroorlog en het oprichten van de Sovjet-Unie eind 1922 de strijdmacht van die Unie.
In 1937 speelde de veiligheidsdienst NKVD in op de angst van Jozef Stalin voor een militaire staatsgreep, zoals Francisco Franco die in Spanje pleegde, en werd bijna de hele legertop inclusief Michail Toechatsjevski geëxecuteerd, eufemistisch omschreven als 'zuivering'. De wat lagere officieren werden geëxecuteerd, tot dwangarbeid veroordeeld of ontslagen. Vervanging vond door de partij plaats door politiek betrouwbare maar minder ervaren en vakbekwame officieren. Ook zorgde dit dat niemand uit angst nog eigen initiatief durfde te nemen. Dit leidde er toe dat bij de Duitse aanval op Rusland in 1941 een enorme chaos ontstond en het Rode Leger door desorganisatie zeer grote verliezen leed.
In 1935 werden van het Rode Leger door de Raad van Volkscommissarissen (het kabinet van de USSR) vijf personen benoemd tot maarschalk van de Sovjet-Unie. Tijdens de Tweede Wereldoorlog werden er meer generaals bevorderd tot maarschalk van de Sovjet-Unie. Maarschalk Georgi Zjoekov was opperbevelhebber, onder zijn leiding wist het Rode Leger op het oostfront de Duitsers te verslaan.
In 1946 werd de naam van het Rode Leger officieel gewijzigd in Sovjetleger. 
Diverse terroristische groeperingen zoals de Rote Armee Fraktion en het Japanse Rode Leger refereerden in hun naam bewust aan het Rode Leger.